# Songs (Patti Page)
Songs, ook wel simpelweg Patti Page genaamd, is het eerste muziekalbum van de Amerikaanse popzangeres Patti Page. Mercury Records gaf het in 1950 uit als mini-lp met serienummer MG-25059. Op Songs staat een selectie van Pages eerste singles, B-kanten en een ep. Het reeds in 1947 opgenomen openingsliedje, getiteld "Confess", werd in 1948 tevens als eerste single van Page uitgegeven. Ze bereikte daar de twaalfde plaats in de Amerikaanse hitlijst mee. In 1950 gaf Mercury Records ook een ep uit met daarop "Confess", "Whispering", "All My Love" en "With My Eyes Wide Open I'm Dreaming", dat ook als aparte single met "Oklahoma Blues" op de B-kant werd uitgegeven. "Roses Remind Me of You" werd in augustus 1950 als single uitgegeven met op de B-kant "All My Love".  

## Liedjes
1. "Confess"
2. "With My Eyes Wide Open I'm Dreaming"
3. "That Old Feeling"
4. "Whispering"
5. "All My Love"
6. "So In Love"
7. "Oklahoma Blues"
8. "Roses Remind Me of You"